# Annelie Wilden
Annelie Wilden z domu Klum (ur. 20 listopada 1949) – niemiecka lekkoatletka, sprinterka, medalistka halowych mistrzostw Europy. W czasie swojej kariery reprezentowała RFN.
Na pierwszych halowych mistrzostwach Europy w 1970 w Wiedniu zdobyła srebrny medal w sztafecie 4 × 1 okrążenie (w składzie: Elfgard Schittenhelm, Wilden, Marianne Bollig i Annegret Kroniger). Kolejny srebrny medal zdobyła w sztafecie 4 × 1 okrążenie na halowych mistrzostwach Europy w 1971 w Sofii (sztafeta RFN biegła w składzie: Wilden, Schittenhelm,  Kroniger i Christine Tackenberg). Na tych samych mistrzostwach odpadła w półfinale biegu na 60 metrów. Wystąpiła w biegu na 200 metrów na mistrzostwach Europy w 1971 w Helsinkach, ale odpadła w półfinale.
Zdobyła złoty medal w sztafecie 4 × 2 okrążenia (w składzie: Dagmar Jost, Erika Weinstein, Wilden i Gisela Ellenberger) na halowych mistrzostwach Europy w 1973 w Rotterdamie.
Była brązową medalistką mistrzostw RFN w biegu na 200 metrów w 1970 i 1972, a w hali wicemistrzynią w biegu na 200 metrów w 1970, 1971 i 1973 oraz brązową medalistką w biegu na 60 metrów w 1971.